# Morunasaurus
Morunasaurus is een geslacht van hagedissen uit de familie Hoplocercidae.

## Naam en indeling
De wetenschappelijke naam van de groep werd voor het eerst voorgesteld door Emmett Reid Dunn in 1933.
Er zijn drie soorten, inclusief de pas in 2003 beschreven Morunasaurus peruvianus.

## Verspreiding en habitat
Alle soorten komen voor het noorden van Zuid-Amerika; in Colombia, Ecuador, Panama en Peru. De habitat bestaat uit tropische en subtropische bossen.

## Beschermingsstatus
Door de internationale natuurbeschermingsorganisatie IUCN is aan alle soorten een beschermingsstatus toegewezen. Morunasaurus peruvianus wordt beschouwd als 'veilig' (Least Concern of LC), Morunasaurus annularis als 'kwetsbaar' (Vulnerable of VU) en de soort Morunasaurus groi ten slotte wordt gezien als 'bedreigd' (Endangered of EN).

## Soorten
Het geslacht omvat de volgende soorten, met de auteur en het verspreidingsgebied.
| Naam                    | Auteur              | Verspreidingsgebied |
| ----------------------- | ------------------- | ------------------- |
| Morunasaurus annularis  | O’Shaughnessy, 1881 | Colombia, Ecuador   |
| Morunasaurus groi       | Dunn, 1933          | Colombia, Panama    |
| Morunasaurus peruvianus | Köhler, 2003        | Peru                |